# 大生村
大生村（おおのおむら）は、茨城県の西部、豊田郡・結城郡に属していた村。現在の常総市の中部にあたる。

## 地理
- 河川 ： 鬼怒川、小貝川

## 歴史
- 1889年（明治22年）4月1日 - 町村制施行により、相野谷村、小山戸村、中山村、平右衛門新田、大崎村、箕輪村、兵右衛門新田、長助新田、新井木村、十花村が合併して豊田郡大生村が発足。
- 1896年（明治29年）4月1日 - 豊田郡が結城郡に統合されたため、所属郡が結城郡に変更。
- 1954年（昭和29年）7月10日 - 水海道町に編入。水海道町は市制施行して水海道市となる。同日大生村廃止。

## 交通

### 鉄道路線
常総筑波鉄道（現関東鉄道）常総線が村域内を通過していたが、当時は駅は存在しなかった。1972年（昭和47年）3月15日に旧村域内に北水海道駅が開業している。